# خورشیدگرفتگی ۲۱ ژانویه ۱۸۱۴
خورشیدگرفتگی ۲۱ ژانویه ۱۸۱۴ (به انگلیسی: Solar eclipse of 21 January 1814) یک خورشیدگرفتگی از نوع خورشیدگرفتگی حلقه‌ای بود. این خورشیدگرفتگی در تاریخ  ۲۱ ژانویه ۱۸۱۴ روی داد که زمان اوج آن، ساعت ۱۴:۲۴:۴۷ به‌وقت ساعت هماهنگ جهانی بوده‌است.  مدت‌زمان و طول این خورشیدگرفتگی ۰۸ دقیقه و ۲۸ ثانیه بود.